# Escut de Lliçà de Vall
L'escut oficial de Lliçà de Vall té el següent blasonament:
Escut caironat: d'argent, 2 llísseres d'atzur nadant contornades i posades en pal. Per timbre, una corona mural de poble.

## Història
Va ser aprovat el 17 de desembre del 1984 i publicat al DOGC el 8 de febrer de l'any següent amb el número 511.
Les dues llísseres, o llisses, són un senyal parlant relatiu al nom del poble.